# Свети Луи Тулузки коронясва брат си Робер Анжуйски
„Свети Луи Тулузки коронясва брат си Робер Анжуйски“ (на италиански: San Ludovico di Tolosa che incorona il fratello Roberto d'Angiò) е картина на италианския художник Симоне Мартини от 1317 г. Картината (255 х 188 см) е изложена в Зала 66 на Национален музей „Каподимонте“ в Неапол. Използваната техника е маслени бои върху дърво.

## История
Свети Луи Тулузки, епископ на Тулуза, през 1296 г. отказва полагащия му се трон на Неапол в полза на брат си Робер. 
През 1317 г. художникът Симоне Мартини е поканен в Неапол от Робер Мъдри и е назначен за придворен художник. Пребиваването му там съвпада с годината, в която Луи Тулузки е канонизиран за светец от папа Йоан XXII. По този повод кралят на Неапол поръчва на художника изработката на тази олтарна картина.
Картината, която има славата, че е първият сигурен портрет в италианската живопис, е рисувана за параклиса „Сант Антонио“, намиращ се в близост до базиликата „Сан Лоренцо Маджоре“. През 1927 г. тя е прехвърлена първо в Кралския музей на Бурбоните, а по-късно в Музей „Каподимонте“.

## Описание
Картината има забележително значение в неаполитанския исторически контекст, тъй като свидетелства за точен политически момент: моментът, в който свети Луи Тулузки коронясва своя по-малък брат Робер Мъдри. Свещенослужителят е изобразен в по-голям по размер, за да се подчертае религиозният характер на кралската власт и нейната богоизбраност. Олтарът служи за интересен пример как по новому в изкуството на 14 век се съединява езикът на религиозната живопис с политическото съдържание. С тази картина Робер I Анжуйски държи да покаже легитимността на своята власт.
Картината има типичната структура за изкуството на Византийската империя. Фигурите са в цял ръст, като тази на свети Луи Тулузки е разположена фронтално в центъра на картината. Светецът, облечен в епископски дрехи, държи в дясната си ръка жезъл, а в лявата короната, с която корясва своя коленичил брат Робер. Над главата на светеца симетрично са разположени два ангела, държащи корона.
Картината е оградена от тъмносиня рамка, изпъстрена с лилии, символизиращи династията на Сицилианските Анжуйци.
В долната ѝ част са разположени пет картини в стил Джото, представляващи живота на светеца, и една сцена, призната през 1927 г. за чудотворна.
- Луи приема катедрата на Тулуза
- Луи полага францисканска клетва
- Луи коронова брат си
- Смъртта на Луи
- Луи връща живота на момче

Златният фон е допълнителен елемент, заимстван от византийското изкуство.